# 오퍼레이션 플래시포인트
《오퍼레이션 플래시포인트: 콜드 워 크라이시스》(Operation Flashpoint: Cold War Crisis)는 보헤미아 인터렉티브가 개발하고 코드마스터즈가 유통한 2001년 전술 슈팅 시뮬레이션 게임이다. 1985년의 냉전 상황을 배경으로 하고 있다.
2001년 6월 22일 유럽과 8월 30일 미국에서 발매되었다. 2005년 10월 《오퍼레이션 플래시포인트: 엘리트》(Operation Flashpoint: Elite)라는 제목으로 엑스박스에 이식되었다. 2002년 2월과 6월에 각각 확장팩인 《오퍼레이션 플래시포인트: 레드 해머》(Operation Flashpoint: Red Hammer)와 《오퍼레이션 플래시포인트: 레지스탕스》(Operation Flashpoint: Resistance)가 발매되었다.

## 평가
| 통합 점수         | 통합 점수               |
| 통합사            | 점수                    |
| ----------------- | ----------------------- |
| 게임랭킹스        | PC: 87% XBOX: 67%       |
| 메타크리틱        | PC: 85/100 XBOX: 64/100 |
| 평론 점수         |                         |
| 평론사            | 점수                    |
| 게임스팟          | [ 5 ]                   |
| IGN               | [ 6 ]                   |
| 넥스트 제네레이션 | [ 7 ]                   |

| 수상                    | 수상                     |
| 평론사                  | 수상                     |
| ----------------------- | ------------------------ |
| Computer Gaming World   | Game of the Year         |
| Computer Games Magazine | Best action game of 2001 |

## 같이 보기
- 오퍼레이션 플래시포인트 2: 드래곤 라이징
- 암드 어설트
- VBS1